# Imagem-de-som
Imagem-de-som ou i-som (image-de-son e i-son em francês) é um conceito proposto por François Bayle para designar a representação auditiva de um som por sua forma e a percepção que se pode ter dele (envolvendo assim, a escuta) quer seja uma representação tangível ou metafórica. Ele se distingue do Objeto Sonoro schaefferiano em situação acusmática no que se refere à metáfora, ícone ou arquétipo: se, por um lado, ele é também um objeto de escuta pura, ele é no entanto um objeto da linguagem.
O i-som é uma produção da linguagem sonora, uma representação, uma organização intencional da escuta: uma imagem. O i-som "soa como se fosse um som, não parece ser um, [...] o i-som não é o som de nada." A imagem do som é um conceito difícil de apreender por que induz a um processo de abstração, no sentido proposto por Charles Sanders Pierce, do som concreto (ícone) para o som abstrato (símbolo).
Na hierarquia auditiva proposta por Pierre Schaeffer em seu Tratado dos Objetos Musicais - ouvir, escutar, entender, compreender - François Bayle associa ouvir (que é a ação da audição, do ouvido) ao ícone, escutar (que é a ação da cognição, do cérebro) ao índice, e entender (que é a ação da musicalização) ao símbolo. Para Bayle, os símbolos são imagens no sentido de Bachelard em sua Teoria do Imaginário. Bayle cita Bachelard no encarte de seu disco  Portraits polychromes: "Toda imagem é uma operação do espírito humano. Há um princípio espiritual interno mesmo naquilo que se acredita ser um simples reflexo do mundo exterior."
É necessário distinguir o Objeto Sonoro de Pierre Schaeffer (um som descontextualizado e apreendido em si mesmo) da Imagem-de-som de François Bayle que é gerada por uma operação de abstração máxima. Ele é um novo objeto, desligado de sua causa original, que não se pode manipular num mundo de representação.